# زهرة الغاب (فلم 2015)
زهرة الغاب أو جنون العسل (باللغة التركية: Delibal) هو فيلم تركي رومانسي من إخراج علي بيلجين ومن إنتاج شركة القمر للإنتاج المعروفة بمسلسلاتها التركية. عُـرض في 25 ديسمبر 2015 في السينما التركية وعُرض في بلدان أخرى. تمت دبلجته إلى اللغة العربية وعُرض في التلفزيون على قناة أم بي سي 4 في نوفمبر 2016 على اسم (أحبه ولكن).

## وصلات خارجية
- مقالات تستعمل روابط فنية بلا صلة مع ويكي بيانات

زهرة الغاب على قاعدة بيانات الأفلام على الإنترنت
زهرة الغاب  على موقع السينما (بالتركية)
زهرة الغاب على موقع السينما التركية (بالتركية)